# Tau (particule)
Le tau (également appelé lepton tau ou tauon) est une particule élémentaire de la famille des leptons, de masse 1 777 MeV/c2. Il est symbolisé par τ−. Découvert en 1976 par le physicien Martin Lewis Perl, ses propriétés sont proches de celles de l'électron et du muon, mais il est plus massif et de faible durée de vie. Avec son neutrino associé et les quarks top (t) et bottom (b), il forme la troisième génération (la plus massive) de fermions dans le modèle standard. Son antiparticule est l'antitau (τ+).

## Atomes exotiques
Le tau est théoriquement capable d'entrer dans la composition d'atomes exotiques, comme d'autres particules subatomiques chargées. L'un d'eux, appelé tauonium par analogie au muonium, se compose d'un électron et d'un antitau : τ+e−.
Un autre est un onium τ+τ−, appelé vrai tauonium (par analogie au vrai muonium), difficile à identifier à cause de la très courte durée de vie du tau aux faibles énergies (non relativistes) nécessaires à la formation de cet atome.